# Silvi
Silvi község (comune) Olaszország Abruzzo régiójában, Teramo megyében.

## Fekvése
A délkeleti megye részén fekszik. Határai: Atri, Città Sant’Angelo és Pineto.

## Története
A település a 9. században alakult ki, amikor a tengerparti lakosság, a szaracén portyázások elől egy megerősített dombra húzódott vissza. Egykori vára a vidéket sorozatosan sújtó földrengésekben teljesen elpusztult. A következő századokban nemesi birtok volt. Önálló községgé a 19. század elején vált, amikor a Nápolyi Királyságban felszámolták a feudalizmust. Silvi Marina, az 1931 óta községközpont a 19. század közepén alakult ki.

## Népessége
A népesség számanak alakulása:

## Főbb látnivalói
- Santa Maria Assunta-templom